# Felix Magath
Wolfgang Felix Magath (Aschaffenburg, Alemania, 26 de julio de 1953) es un exfutbolista profesional y entrenador de fútbol alemán de ascendencia puertorriqueña. Ha sido entrenador de muchos equipos alemanes, entre ellos, el Bayern de Múnich y el VfL Wolfsburgo, con los cuales ganó la Bundesliga. También ha trabajado en Inglaterra, donde fue el entrenador del Fulham Football Club hasta septiembre de 2014. Actualmente está sin club.

## Biografía
Magath fue hijo de un soldado puertorriqueño del Ejército de los EE. UU. y de madre alemana de Prusia Oriental. Su padre les abandonó volviendo a Puerto Rico en 1954. La primera vez que Felix Magath supo algo de su padre fue cuando recibió una carta de Puerto Rico cuando tenía 15 años de edad. Magath no pudo visitar a su padre en Puerto Rico hasta el año 2000. Magath admite haber perdonado a su padre y ahora mantienen una estrecha relación.

## Carrera profesional

### Trayectoria futbolística en clubes
Magath inició su carrera en el club local Viktoria Aschaffenburg. De 1974 a 1976, él jugó en el 1. FC Saarbrücken, que entonces militaba en la segunda liga profesional, antes de ser traspasado al Hamburgo SV de la Bundesliga. Club en el que pasó toda su carrera profesional jugando de centrocampista, de su debut en 1976 a su retirada en 1991 anotó 46 goles en 306 partidos disputados en el hanseático, donde fue uno de los máximos ídolos de la historia del club.
Magath llegó a ser uno de los mejores jugadores de fútbol de Alemania. En 1977, anotó el segundo gol de su equipo en la victoria 2-0 frente al RSC Anderlecht, obteniendo la Recopa de Europa 1976-77, además de 3 torneos de la Bundesliga.
En 1983, ayudó decisivamente al Hamburgo SV a ganar la Copa de Europa marcando el gol que le dio el histórico triunfo por 1-0 en la final contra la Juventus.

### Trayectoria futbolística en la selección
Representó a la Selección alemana en varios acontecimientos internacionales, incluyendo dos Copas del Mundo: el Mundial de España '82 y el Mundial de México '86, ayudando a la selección germana muchas veces en el segundo tiempo en 1982 y ya como titular indiscutible en 1986, logrando ambas veces el subcampeonato. A lo largo de su carrera jugó 43 partidos con Alemania, anotando tres tantos.

### Trayectoria como técnico
Después de retirarse como jugador, Magath comenzó a entrenar al FC Bremerhaven en 1992. En los años siguientes, ocupó el banquillo de varios equipos alemanes como el Hamburgo SV, el 1. FC Nürnberg o el Werder Bremen.
A principios del año 2000, llegó al Eintracht Fráncfort, que venía de perder 6 partidos consecutivos. No obstante, finalmente obtuvo la permanencia al terminar 11.º en la Bundesliga 1999-2000. En la temporada siguiente, el equipo volvió a sufrir 6 derrotas consecutivas que lo arrastraron al 16.º puesto al inicio de la segunda vuelta y eso acabó con la estancia de Magath en el club, pocos días antes de cumplirse un año de su llegada.
En febrero de 2001, se hizo cargo del VfB Stuttgart, relevando a Ralf Rangnick. Pese a los problemas económicos del club, que le forzaron a recurrir a los canteranos, salvó al equipo de Baden-Wurtemberg del descenso en su primera temporada, terminó en 8.º puesto en el curso siguiente y lo llevó al subcampeonato en la Bundesliga 2002-03. Sus éxitos despertaron el interés del Bayern de Múnich por su figura.
El 1 de julio de 2004, comenzó su etapa en el Bayern de Múnich. En la temporada 2004-05, su primera en Múnich, Magath fue capaz de conducir a su equipo en la victoria tanto en la Bundesliga como en la Copa de Alemania, completando el doblete. Repitió el doble éxito con el Bayern en la temporada 2005-06, siendo un logro inédito en la historia de la Bundesliga. Sin embargo, un flojo comienzo en la temporada 2006-07, con el equipo bávaro en un cuarto lugar que no lo clasificaría para la Liga de Campeones, fue el detonante para su despido el 31 de enero de 2007.
En junio de 2007, firmó para ser el nuevo mánager del VfL Wolfsburgo. Llevó a dicho equipo al 5.º puesto en la Bundesliga 2007-2008 y fue campeón por primera vez en la Bundesliga 2008-2009.
A partir de la temporada 2009/10 entrenó al FC Schalke 04, que fue subcampeón en dicha campaña; hasta que fue destituido el 16 de marzo de 2011 por razones que no facilitó el club alemán. Inmediatamente fue nuevamente contratado por el VfL Wolfsburgo, empezando así su segunda etapa en el club de la Baja Sajonia. Tras una sufrida permanencia en 2011, el equipo dio un salto de calidad en la Bundesliga 2011-12, alcanzando el octavo puesto. Fue despedido en octubre de 2012, dejando al conjunto germano colista en el arranque de la Bundesliga 2012-13.
El 14 de febrero de 2014, llegó a un acuerdo para entrenar al Fulham FC, último clasificado de la Premier League 2013-14 tras 26 jornadas de competición. Consiguió 12 puntos en 12 partidos que fueron insuficientes para evitar el descenso. Magath fue destituido de su puesto el 18 de septiembre de 2014, tras un pésimo inicio de campaña en la Segunda División inglesa (un solo punto en 7 partidos).
El 11 de diciembre de 2015, se anunció su llegada al Sagan Tosu de la J1 League, pero finalmente Magath rechazó la oferta del equipo japonés.
El 8 de junio de 2016, se convirtió en el nuevo técnico del Shandong Luneng Taishan. Tras salvar a este equipo del descenso y llevarlo al 6.º puesto en la Superliga de China, decidió abandonar la entidad el 1 de diciembre de 2017.
Después de estar más de 4 años alejado de los banquillos, el 13 de marzo de 2022, firmó por el Hertha Berlín. Logró evitar el descenso directo del conjunto berlinés, que finalizó la Bundesliga como 16.º clasificado. Finalmente, obtuvo la permanencia tras derrotar al Hamburgo SV, pero el club no le ofreció la renovación.

#### Curiosidades
Como técnico, Magath se ha dado a conocer por su dureza en los métodos de entrenamiento y en la disciplina en la preparación física. Los jugadores que han estado a sus órdenes lo apodan “Saddam” (Saddam Hussein) o “Quälix”, un juego de palabras con su nombre Felix y el verbo “quälen” (torturar).

## Clubes

### Como futbolista
| Club                   | País     | Año       | Partidos | Goles |
| ---------------------- | -------- | --------- | -------- | ----- |
| Viktoria Aschaffenburg | Alemania | 1972-1974 |          |       |
| 1. FC Saarbrücken      | Alemania | 1974-1976 | 76       | 29    |
| Hamburgo SV            | Alemania | 1976-1991 | 306      | 46    |

### Como entrenador
Datos actualizados al último partido dirigido el 23 de mayo de 2022.
| Club                    | País       | Año       | P   | PG  | PE  | PP  | % v.   |
| ----------------------- | ---------- | --------- | --- | --- | --- | --- | ------ |
| FC Bremerhaven          | Alemania   | 1992-1993 | ?   | ?   | ?   | ?   | ?      |
| Hamburgo SV II          | Alemania   | 1993-1995 | 73  | 25  | 18  | 30  | 42.47% |
| Hamburgo SV             | Alemania   | 1995-1997 | 69  | 28  | 19  | 22  | 49.76% |
| 1. FC Núremberg         | Alemania   | 1997-1998 | 29  | 16  | 8   | 5   | 64.37% |
| Werder Bremen           | Alemania   | 1998-1999 | 26  | 9   | 7   | 10  | 43.59% |
| Eintracht Fráncfort     | Alemania   | 2000-2001 | 37  | 15  | 5   | 17  | 45.04% |
| VfB Stuttgart           | Alemania   | 2001-2004 | 147 | 73  | 37  | 37  | 58.05% |
| Bayern de Múnich        | Alemania   | 2004-2007 | 131 | 84  | 25  | 22  | 70.48% |
| VfL Wolfsburgo          | Alemania   | 2007-2009 | 85  | 46  | 18  | 21  | 61.18% |
| Schalke 04              | Alemania   | 2009-2011 | 79  | 42  | 16  | 21  | 59.91% |
| VfL Wolfsburgo          | Alemania   | 2011-2012 | 52  | 18  | 10  | 24  | 41.03% |
| Fulham FC               | Inglaterra | 2014      | 20  | 4   | 4   | 12  | 26.67% |
| Shandong Luneng Taishan | China      | 2016-2017 | 54  | 21  | 16  | 17  | 48.77% |
| Hertha Berlín           | Alemania   | 2022      | 10  | 4   | 1   | 5   | 43.33% |
| Total                   | Total      | Total     | 809 | 384 | 183 | 242 | 55.01% |

## Palmarés

### Como jugador

#### Torneos nacionales
| Título     | Club        | País     | Año     |
| ---------- | ----------- | -------- | ------- |
| Bundesliga | Hamburgo SV | Alemania | 1978/79 |
| Bundesliga | Hamburgo SV | Alemania | 1981/82 |
| Bundesliga | Hamburgo SV | Alemania | 1982/83 |

#### Títulos internacionales
| Título                      | Club                             | Sede      | Año     |
| --------------------------- | -------------------------------- | --------- | ------- |
| Recopa de Europa            | Hamburgo SV                      | Ámsterdam | 1976/77 |
| Eurocopa                    | Selección de Alemania Occidental | Roma      | 1980    |
| Copa de Campeones de Europa | Hamburgo SV                      | Atenas    | 1982/83 |

### Como técnico

#### Títulos nacionales
| Título                      | Club             | País     | Año     |
| --------------------------- | ---------------- | -------- | ------- |
| Copa de la Liga de Alemania | Bayern de Múnich | Alemania | 2004    |
| Copa de Alemania            | Bayern de Múnich | Alemania | 2004/05 |
| Bundesliga                  | Bayern de Múnich | Alemania | 2004/05 |
| Bundesliga                  | Bayern de Múnich | Alemania | 2005/06 |
| Copa de Alemania            | Bayern de Múnich | Alemania | 2005/06 |
| Bundesliga                  | Wolfsburgo       | Alemania | 2008/09 |